# Narodni muzej Tarkvinije

Narodni muzej Tarkvinije (italijansko Museo Archeologico Nazionale Tarquiniense) je arheološki muzej, posvečen etruščanski civilizaciji v Tarkviniji, Italija. Njegova zbirka je sestavljena predvsem iz umetnin, ki so bile izkopane iz nekropole Monterozzi na vzhodu mesta. Domuje v Palazzo Vitelleschi.

## Zgodovina
Palazzo Vitelleschi je bila zgrajena med letoma 1436 in 1439 za kardinala Corneta, nekdanje ime Tarkvinije. Po kardinalovi smrti je bila palača uporabljena kot bivališče za papeže, kadar so bili na obisku. Sčasoma je družina Soderini postala njen novi lastnik in so jo spremenili v hotel. Leta 1900 jo je pridobilo mesto Tarkvinija, ki jo je leta 1916 podarilo italijanski državi. Država je palačo nameravala uporabiti za sedanji muzej, ki so ga odprli leta 1924. Bil je posledica združitve občinske zbirke in zasebne zbirke grofov Bruschi-Falgari. Sčasoma so zbirko obogatile številne najdbe iz starodavnega mesta Tarkvinija in nekropole Monterozzi.
- Dvorišče Palazzo Vitelleschi

## Zbirka
Palazzo Vitelleschi ima tri nadstropja. V pritličju so v kronološkem vrstnem redu razstavljeni sarkofagi in drugi kamniti artefakti iz sredine 4. stoletja pred našim štetjem. V deseti sobi so najpomembnejši sarkofagi, ki so pripadali najpomembnejšim tarkvinijskim družinam. Nekateri so bili izklesani iz grškega marmorja.
Prvo nadstropje prikazuje keramiko v kronološkem zaporedju, začenši s Villanovsko kulturo. Tu so na ogled tako domače etruščanske vrste lončenine, imenovane bukero, kot uvožene. Lončenina iz  orientaliziranega obdobja in naprej je bilo uvoženo iz starega Egipta, Fenicije in antične Grčije. Med to keramiko je bila Bocchorisova vaza, ki izvira iz 24. egipčanske dinastije. Iz Korinta so uvažali posebej velike količine lončenine od konca 7. do 6. stoletja pred našim štetjem, ki so jih Etruščani posnemali. Tudi nekaj bronaste namizne posode sega v obdobje orientalizacije. Po tem prihaja atiška črnofiguralna in rdečefigurlna lončenina iz 4. stoletja pred našim štetjem, obdobje klasike. V plesni dvorani je razstavljena zbirka etruščanskih bronastih kovancev. V isti sobi so poznejši zlatniki iz rimskega cesarstva, ki so jih našli pri Gravisci, starodavnem pristanišču Tarkvinije in zlat nakit. Prvo nadstropje se zaključi z zbirko votivnih daril.
- Bocchorisova vaza
- Relief krilatih konj ki so krasili pediment templja Ara della Regina.
- Detajl krilatih konj
- Etruščanski relief s sfingo
- Etruščanski relief

V drugem nadstropju je kvadratna veranda, ki ponuja pogled na mesto in podeželje. V tem nadstropju je nekaj obnovljenih slik iz grobov nekropole Monterozzi. Grobnice so grobnica s triklinijem, grobnica dvovprege, grobnica olimpijskih iger in grobnica ladje. V dvorani z orožjem je razstavljen Cavalli Alati, relief para krilatih konj. Nekoč je krasil tempelj Ara della Regina, etruščanski tempelj v Tarkviniji, ki sega v 4. stoletje pred našim štetjem.